# Diritti LGBT in Polonia
I diritti delle persone LGBT in Polonia sono differenti rispetto a quelli delle persone eterosessuali. L'attività omosessuale sia femminile che maschile è legale in Polonia: ciò è stato formalmente codificato nel 1932, anno nel quale è anche stato stabilito che l'età del consenso, sia per gli eterosessuali che per gli omosessuali, è a 15 anni.

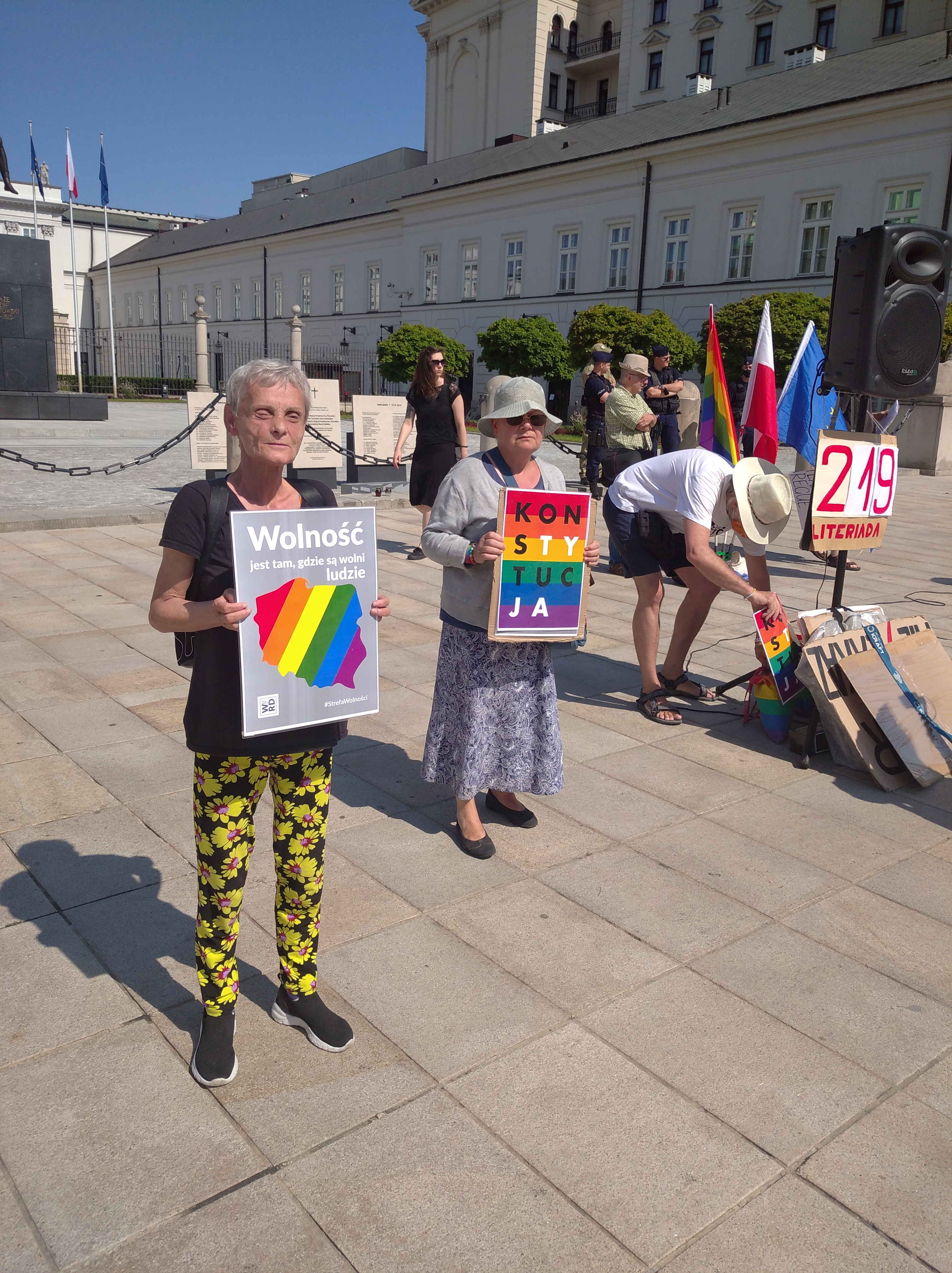
La Polonia nei colori dell'arcobaleno alla manifestazione del 2021.

La Polonia garantisce alla popolazione LGBT gli stessi diritti che garantisce alla popolazione eterosessuale solamente in certe aree: uomini bisessuali e gay possono donare il sangue; uomini bisessuali e gay possono servire apertamente nelle forze armate nazionali; i cittadini transessuali possono richiedere che venga loro cambiato, dal punto di vista legale, il proprio genere (benché ciò venga accettato solo se si rispettano alcuni requisiti, come l'essersi sottoposti alla terapia ormonale sostitutiva).
La legge polacca, dal 2003, vieta le discriminazioni sul posto di lavoro, basate sull'orientamento sessuale; non esistono, comunque, leggi per i servizi sanitari e contro l'omofobia più specifiche.
Nel 2018, la Corte suprema ha stabilito che è illegale negare l'erogazione di beni o servizi, sulla base dell'orientamento sessuale della persona; tuttavia, questa sentenza è stata ribaltata nel processo d'appello.
L'accettazione delle persone LGBT nella società polacca è aumentata negli anni '90 (dopo il crollo dell'URSS) e nei primi anni 2000, soprattutto tra le persone più giovani e quelle che vivono in città più grandi come Varsavia e Cracovia.
Nell'ottobre 2011 la Polonia ha eletto il suo primo deputato gay del parlamento, Robert Biedroń, nonché la prima deputata transessuale, Anna Grodzka. Nel 2014 lo stesso Biedroń è stato eletto sindaco di Słupsk (i sindaci in Polonia sono eletti direttamente).
Nel settembre 2021 il Parlamento di Swietokrzyskie ha abrogato delle leggi che vietavano "l'ideologia LGBT" nel Paese. Il 29 giugno 2022 la più alta Corte amministrativa ha stabilito che i luoghi cosiddetti "liberi dall’ideologia gender ledono la dignità e la vita privata delle persone omosessuali" e che quindi tali leggi saranno abrogate .
Al 2024 la Polonia è uno degli ultimi 5 paesi appartenenti all'Unione Europea a non avere alcuna legge sulle unioni civili o sulle coppie di fatto assieme a Romania, Bulgaria, Lituania e Slovacchia.
Il 28 dicembre 2023 la ministra dell’Uguaglianza Katarzyna Kotula ha annunciato che entro l'inizio del 2024 verrà presentato un disegno di legge volto a legalizzare le unioni civili.

## Storia del diritto penale polacco
Non è mai esistita una legge che ha condannato ufficialmente l'omosessualità sotto un governo polacco autonomo (esclusa la prostituzione omosessuale 1932-1969).
Durante l'occupazione e la ripartizione della Polonia (1795-1918), le leggi che vietavano l'omosessualità furono imposte dagli stati occupanti al paese.
L'omosessualità è stata ri-legalizzata nel 1932 con l'introduzione dell'allora nuovo codice penale e contemporaneamente l'età del consenso è stata equiparata a quella eterosessuale.
L'omosessualità è stata eliminata dall'elenco delle malattie mentali nel 1991.

## Riconoscimento delle relazioni omosessuali
Attualmente non esiste un qualsiasi riconoscimento giuridico delle coppie omosessuali. Il matrimonio tra persone dello stesso sesso è costituzionalmente vietato dal 1997, dato che, l'articolo 18 della Costituzione della Repubblica di Polonia definisce il matrimonio come "l'unione di un uomo e di una donna".
Alcune coppie in Polonia lottano per il riconoscimento del matrimonio presso la Corte Europea dei Diritti dell'Uomo, come nel caso di Andersen contro Polonia.

## Adozione e omogenitorialità
Le coppie formate da persone dello stesso sesso non possono adottare in Polonia. Inoltre, le coppie lesbiche non possono avere accesso alla FIVET.
Nell'ottobre del 2018, la Corte amministrativa suprema ha riconosciuto la possibilità a una coppia lesbica di registrare il loro figlio di quattro anni, come proprio. I media polacchi hanno descritto il caso come "il primo del suo genere in Polonia".

## Protezione contro la discriminazione

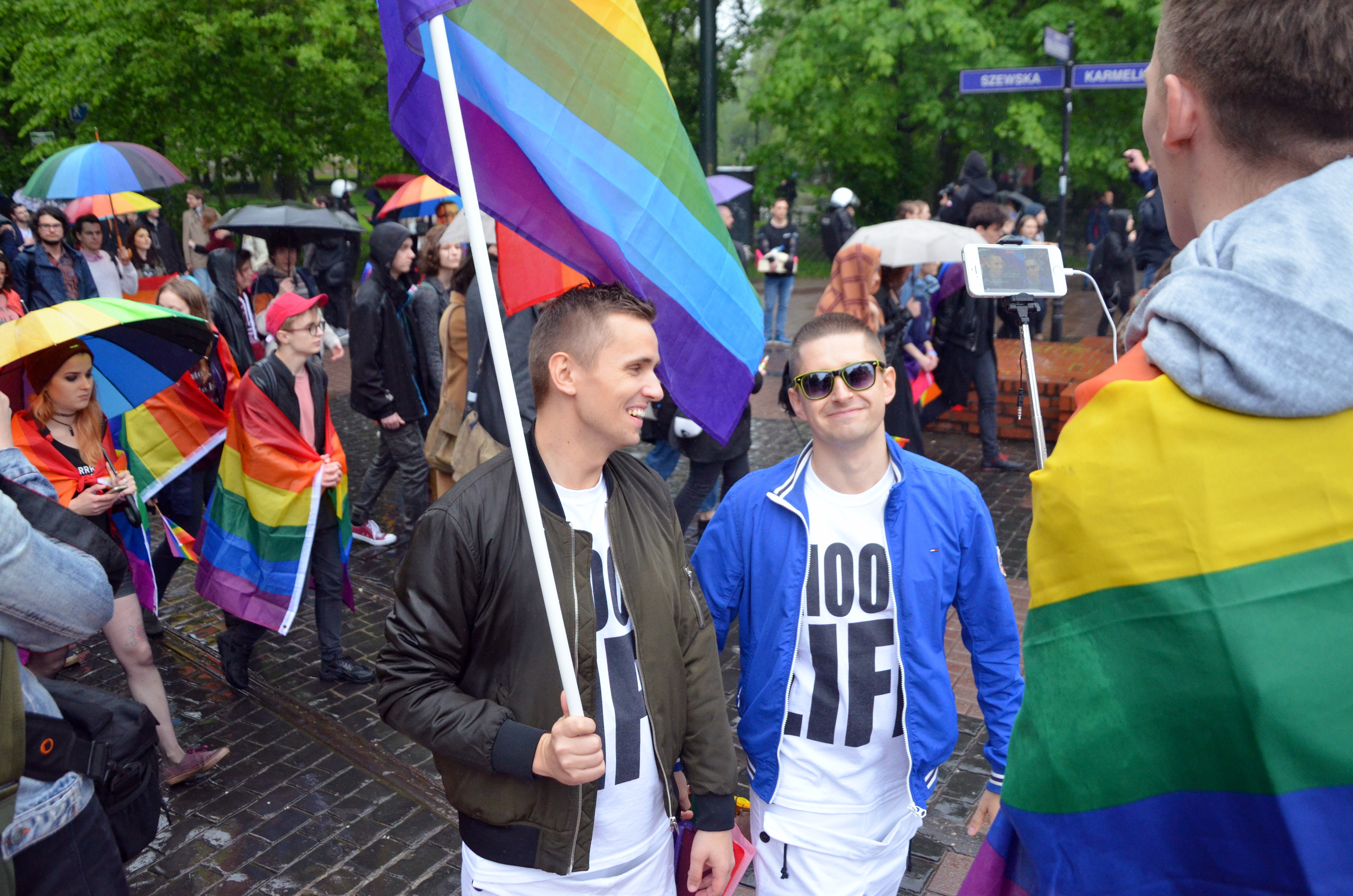
Un pride a Cracovia

Le leggi contro la discriminazione sono state aggiunte al codice del lavoro nel 2003. La Costituzione polacca garantisce la parità in conformità alla legge e vieta la discriminazione basata su "qualsiasi ragione".
C'è stata anche una proposta che voleva esplicitare la discriminazione dell'orientamento sessuale in Costituzione, nel 1995, ma è stata respinta dopo le forti opposizioni della Chiesa cattolica.
Nel 2007, era in preparazione, da parte del Ministero del Lavoro, una legge antidiscriminazione che avrebbe vietato la discriminazione per diversi motivi, tra cui l'orientamento sessuale, non solo nel lavoro e nell'occupazione, ma anche nella sicurezza sociale e nella protezione sociale, nell'assistenza sanitaria e nell'istruzione, sebbene l'erogazione e l'accesso a beni e servizi sarebbero soggetti soltanto a un divieto di discriminazione sulla base dell'origine etnica.
Il 1º gennaio 2011 è entrata in vigore una nuova legge sulla parità di trattamento: questa vieta la discriminazione basata sull'orientamento sessuale ma solo nel settore dell'occupazione.
Tuttavia, nel settembre 2015, Amnesty International ha concluso che "la comunità LGBTI in Polonia deve affrontare una discriminazione diffusa e radicata in tutto il paese" e che "il sistema giuridico polacco è pericolosamente approssimativo quando si tratta di proteggere le persone lesbiche, gay, bisessuali, transgender e intersessuali (LGBTI) e altri gruppi minoritari dai crimini d'odio".
Nel giugno 2018, la Corte suprema polacca ha stabilito che un tipografo di Łódź ha agito illegalmente quando ha rifiutato di stampare dei cartelloni per un gruppo di imprese LGBT: il giudice ha sostenuto che il principio di uguaglianza significava che la tipografia non aveva il diritto di negare i servizi al l'impresa.
La Corte ha anche stabilito che l'orientamento sessuale, l'etnia o altre caratteristiche di una persona non possono essere la base per il rifiuto di offrire un servizio, ma che la libertà di coscienza e di religione deve anche essere preso in considerazione.
L'organizzazione LGBT Campagna Contro l'Omofobia (in polacco Kampania Przeciw Homofobii) ha accolto con favore la sentenza, la quale è stata però condannata dal Ministro della giustizia, Zbigniew Ziobro, che ha definito la sentenza "contro la libertà" e "violenza di Stato al servizio dell'ideologia degli attivisti omosessuali".
Ziobro ha presentato una causa al Tribunale costituzionale sostenendo che la tipografia fosse stata condannata incostituzionalmente: il 26 giugno 2019, il Tribunale ha emesso una sentenza in cui ha stabilito che la condanna al tipografo fosse incompatibile con la Costituzione polacca..

### Leggi sui crimini d'odio
Nel 2019, un disegno di legge era discussione nel Parlamento per garantire aumenti di pena se il crimine era motivato dal sesso della vittima, dall'identità di genere, dall'età, dalla disabilità e dall'orientamento sessuale.

## Servizio militare
Alle persone lesbiche, gay e bisessuali non è vietato prestare servizio militare ma a causa del pesante clima discriminatorio vige una politica non-ufficiale del "Don't ask, don't tell".

## Terapia di conversione
La cosiddetta terapia di conversione ha effetti negativi nella vita delle persone LGBT e può portare a un abbassamento dell'autostima, depressione e idee suicide.
Nel febbraio del 2019, i deputati di Nowoczesna, assieme agli attivisti dell'associazione Campagna Contro l'Omofobia, hanno sottoposto un disegno di legge alla Camera dei deputati per bandire le pratiche di terapia di conversione degli omosessuali. Si sarebbe anche bandita l'incentivazione di persone o entità che offrono, usano, pubblicizzano o promuovono pratiche pseudoscientifiche.
Il piano dei deputati proponenti era di sottoporre il disegno di legge al Parlamento polacco dove sarebbe stato sottoposto alla sua prima lettura nel mese successivo.

## Donazione di sangue
Uomini gay e bisessuali possono donare il sangue in Polonia dal 2005. Nel 2008, il Centro Nazionale Sangue polacco ha stabilito regolamentazioni che escludevano la possibilità di donazioni del sangue da parte di uomini gay e bisessuali, ma tali regolamentazioni sono state velocemente ritirate.

## Movimenti polacchi per i diritti LGBT

### Opinione pubblica

#### Anni 2000
Un'indagine del 2005 ha rivelato che l'89% della popolazione polacca considerava l'omosessualità come un'attività innaturale. Ciononostante, la metà riteneva che l'omosessualità dovesse venire tollerata.
Un sondaggio condotto verso al fine del 2006, su richiesta della Commissione europea, indicava che l'opinione pubblica polacca era quasi all'unanimità contraria al matrimonio omosessuale e all'adozione per le coppie dello stesso sesso.
Un eurobarometro del 2006 ha rivelato che il 74% e l'89% dei polacchi erano contrari, rispettivamente, al matrimonio omosessuale e alle adozioni per coppie omosessuali; solamente altri due Stati membri dell'UE cui era stato sottoposto lo stesso sondaggio, Lettonia e Grecia, avevano livelli di opposizione maggiori.
Un nuovo sondaggio, del mese di luglio del 2009, ha mostrato che l'87% dei polacchi era contrario alle adozioni gay. Il 23 dicembre dello stesso anno, Newsweek Poland ha riportato un ulteriore sondaggio che mostrava una attitudine più favorevole: in quest'indagine, il 60% degli intervistati dichiarava che non si sarebbe opposta se un ministro o il capo del governo fosse apertamente gay.
Uno studio del 2008 rivelava che il 66% dei polacchi riteneva che gli omosessuali non avrebbero dovuto avere il diritto di organizzare manifestazioni pubbliche, il 69% credeva che non avrebbero dovuto avere il diritto di mostrare il loro modo di vivere; inoltre, il 37% dei polacchi, sosteneva che gli omosessuali non avrebbero dovuto avere il diritto di svolgere attività sessuali (mentre un altro 37% sosteneva che questo diritto fosse loro concesso).
Uno studio del 2010, pubblicato dal giornale Rzeczpospolita, ha rivelato che la gran parte dei cittadini polacchi si dichiarava contraria ai matrimoni egualitari e alle adozioni omogenitoriali (rispettivamente l'80% e il 93%).
Nel 2010, un sondaggio d'opinione per Newsweek Poland ha riportato che il 43% dei polacchi era favorevole a un divieto per gli omosessuali di arruolarsi per il servizio militare; il 38%, al contrario, riteneva che questo divieto non sarebbe dovuto esistere.

#### Anni 2010
Secondo un sondaggio di TNS Polska del 2011, il 54% dei polacchi sosteneva le unioni omosessuali ma solo il 27% riteneva fosse giusto il matrimonio egualitario.
In un sondaggio del 2013, condotto da CBOS, ha riportato che il 68% dei polacchi era contrario al fatto che gay e lesbiche mostrassero in pubblico il proprio stile di vita, che il 65% fosse contrario alle unioni civili, che il 72% fosse contrario al matrimonio omosessuale e che l'88% fosse contrario alle adozioni per le coppie omogenitoriali.
In un'opinion poll di CBOS dell'agosto del 2013, una maggioranza degli intervistati (il 56%) ritineva che l'"omosessualità fosse sempre sbagliata e che non potesse mai essere giustificata"; il 26%, invece, che "non ci fosse nulla di sbagliato e che potesse sempre essere giustificata"; il 12% si è dichiarato indifferente.
In un'indagine condotta da CBOS nel 2014 ha rivelato che il 30% dei polacchi voleva un divieto di promozione pubblica di contenuti gay e il 17,3% non sosterrebbe tale divieto ma vorrebbe comunque un'altra forma di limitazione della libertà di promozione per tali informazioni.
Inoltre, il 70% dei polacchi riteneva che le attività sessuali omosessuali fossero "moralmente inaccettabili", mentre solo il 22% riteneva che lo fossero.
A luglio 2018, in un contesto di dichiarazioni retoriche anti-Lgbti rilasciate da esponenti politici e mezzi d’informazione, nella città di Białystok si è svolto il primo corteo del Pride Lgbti.
Secondo le stime della polizia, le circa 1.000 persone nel corteo sono state attaccate con insulti, lanci di petardi, sampietrini e uova, e in alcuni casi aggressioni fisiche, da almeno 4.000 contromanifestanti. Sono stati sollevati dubbi circa l’adeguatezza delle misure adottate dalla polizia a protezione dei partecipanti e la mancanza di un punto d’accesso sicuro all’inizio della marcia.
Secondo Amnesty International "in un'intervista di Ipsos dell'ottobre del 2019 ha mostrato che la maggioranza degli uomini polacchi sotto i quarant'anni credeva che il "movimento LGBT e l'ideologia gender" fosse la "più grande minaccia che affrontavano nel XXI secolo".

### Tabelle riassuntive relative all'opinione pubblica
| Supporto per le tutele alle coppie omosessuali | 2001 | 2001 | 2002 | 2002 | 2003 | 2003 | 2005 | 2005 | 2008 | 2008 | 2010 | 2010 | 2011 | 2011 | 2013 | 2013 | 2017 | 2017 |
| Supporto per le tutele alle coppie omosessuali | YES  | NO   | YES  | NO   | YES  | NO   | YES  | NO   | YES  | NO   | YES  | NO   | YES  | NO   | YES  | NO   | YES  | NO   |
| ---------------------------------------------- | ---- | ---- | ---- | ---- | ---- | ---- | ---- | ---- | ---- | ---- | ---- | ---- | ---- | ---- | ---- | ---- | ---- | ---- |
| "Unioni civili"                                | –    | –    | 15%  | 76%  | 34%  | 56%  | 46%  | 44%  | 41%  | 48%  | 45%  | 47%  | 25%  | 65%  | 33%  | 60%  | 36%  | 56%  |
| "Matrimonio omosessuale"                       | 24%  | 69%  | –    | –    | –    | –    | 22%  | 72%  | 18%  | 76%  | 16%  | 78%  | 25%  | 65%  | 26%  | 68%  | 30%  | 64%  |
| "Adozione omogenitoriale"                      | 8%   | 84%  | –    | –    | 8%   | 84%  | 6%   | 90%  | 6%   | 90%  | 6%   | 89%  | –    | –    | 8%   | 87%  | 11%  | 84%  |

| Supporto all'omogenitorialità                                                                | 2014 | 2014 |
| Supporto all'omogenitorialità                                                                | YES  | NO   |
| -------------------------------------------------------------------------------------------- | ---- | ---- |
| Diritto per una donna omosessuale di essere il genitore del figlio della sua compagna        | 56%  | 35%  |
| La situazione di sopra è moralmente inaccettabile                                            | 41%  | 49%  |
| Diritto per una coppia gay di essere affidatari del figlio di un fratello/sorella deceduto/a | 52%  | 39%  |
| La situazione di sopra è moralmente inaccettabile                                            | 38%  | 53%  |

| Supporto per il riconoscimento delle relazioni omosessuali, 2012 | coppie eterosessuali | coppie eterosessuali | coppie omosessuali | coppie omosessuali |
| Supporto per il riconoscimento delle relazioni omosessuali, 2012 | SÌ                   | NO                   | SÌ                 | NO                 |
| ---------------------------------------------------------------- | -------------------- | -------------------- | ------------------ | ------------------ |
| "unione civile"                                                  | 72%                  | 17%                  | 23%                | 65%                |
| "diritto di ottenere assistenza medica"                          | 86%                  | –                    | 68%                | –                  |
| "diritto all'eredità"                                            | 78%                  | –                    | 57%                | –                  |
| "diritto di pagare le tasse assieme"                             | 75%                  | –                    | 55%                | –                  |
| "diritto alla pensione di reversibilità"                         | 75%                  | –                    | 55%                | –                  |
| "diritto ad avere risarcimenti per trattamenti in vitro"         | 58%                  | –                    | 20%                | –                  |
| "diritto di adozione"                                            | 65%                  | –                    | 16%                | –                  |

| Accettazione di un omosessuale come... (CBOS, July 2005) | Gay (Sì) | Gay (No) | Lesbica (Sì) | Lesbica (No) |
| -------------------------------------------------------- | -------- | -------- | ------------ | ------------ |
| Vicino di casa                                           | 56%      | 38%      | 54%          | 40%          |
| Collega                                                  | 45%      | 50%      | 42%          | 53%          |
| Capo                                                     | 41%      | 53%      | 42%          | 53%          |
| Membro del Parlamento                                    | 37%      | 57%      | 38%          | 56%          |
| Insegnante                                               | 19%      | 77%      | 21%          | 75%          |
| Tata                                                     | 11%      | 86%      | 14%          | 83%          |
| Prete                                                    | 13%      | 82%      | –            | –            |

## Tabella riassuntiva
| Attività e relazioni sessuali legali                                                                          | dal 1932                                                            |
| Parità dell'età di consenso                                                                                   | dal 1932                                                            |
| Leggi anti-discriminazione sul lavoro                                                                         | dal 2003                                                            |
| Leggi anti-discriminazione in tutti gli altri settori (inclusa discriminazione diretta ed espressioni d'odio) | No                                                                  |
| Leggi anti-discriminazione per l'identità di genere                                                           | No                                                                  |
| Unione civile                                                                                                 | No                                                                  |
| Matrimonio egualitario                                                                                        | / (matrimoni celebrati all'estero legalmente riconosciuti dal 2022) |
| Adozioni per le coppie omosessuali                                                                            | No                                                                  |
| Autorizzazione a prestare servizio nelle forze armate                                                         | Si                                                                  |
| Diritto di cambiare legalmente sesso                                                                          | (dal 1983)                                                          |
| Surrogazione di maternità                                                                                     | No                                                                  |
| Accesso alla fecondazione in vitro per le coppie lesbiche                                                     | (disponibile solo per le coppie eterosessuali)                      |
| Permesso di donare il sangue                                                                                  | (dal 2005)                                                          |